# Mister Tal dei Tali
Mister Tal dei Tali è un singolo dei Ridillo pubblicato nel 2009.
Il brano verrà in seguito reinciso e inserito dall'album Playboys del 2011. Esce solo in edizione digitale..

## Tracce

### download digitale
1. Mister Tal dei Tali - 3:36